# Nossos Dias
Nossos Dias é o álbum de estreia do cantor e compositor Sérgio Lopes, lançado pela gravadora Som & Louvores em 1990.
O disco foi lançado em circuito nacional com eventos realizados simultaneamente no Rio (teatro SUAM), Porto Alegre (estádio Gigantinho), Recife (Clube Português), Brasília (Clube Primavera, Taguatinga), Vitória (Espírito Santo) (Ginásio Pedro Álvares Cabral), Salvador (Teatro do ICEA), Belém-PA (Ginásio do SESI), Manaus (Louvor-Norte) e outras cidades, em uma turnê que se estendeu durante o primeiro semestre de 1990 e que foram tocadas nas rádios FM evangélicas no Brasil, ajudando a tornar conhecidas as composições de Sérgio Lopes.
A canção "O Filho Pródigo" foi inspirada na reconciliação de Sérgio Lopes com seu pai após anos de inimizade entre os dois, experiência esta que o cantor detalha em seu primeiro livro "Cantores Evangélicos - O Sucesso e o Altar", lançado pela Alfalit Brasil.

Capa da edição em Lp do álbum "Nossos Dias", lançado pela gravadora "Som & Louvores" em 1990.

## Faixas
Todas as músicas por Sérgio Lopes, exceto onde anotado
1. "Nossos dias" - 4.04 (Sérgio Lopes)
2. "Plenitude" - 2.47 (Sérgio Lopes)
3. "Liberdade" - 3.39 (Sérgio Lopes)
4. "Asas" - 2.52 (Sérgio Lopes)
5. "Entre nós outra vez" - 3.53 (Sérgio Lopes)
6. "O filho pródigo" - 4.37 (Sérgio Lopes)
7. "Salmo 152" - 2.30 (Sérgio Lopes)
8. "História" - 2.30 (Sérgio Lopes)
9. "Incertezas" - 4.17 (Sérgio Lopes)
10. "Rei dos reis" - 2.10 (Sérgio Lopes)
11. "Paz" - 4.01 (Sérgio Lopes)

## Créditos
- Produção executiva: Orlando V.N
- Assistente de produção: Melk Carvalhêdo
- Produção musical: Pedro Braconnot
- Coordenação artística: Sérgio Lopes
- Estúdio: EMI - Odeon, 16 a 30 canais (gravado entre maio e junho de 1990)
- Técnico: Amaro Moço
- Técnico assistente: Jorge Brum
- Auxiliares de estúdio: Márcio (Paquetta) e Edimildo (Manteiga)
- Mixagem: Amaro Moço e Pedro Braconnot
- Backing Vocal nas faixas "Entre Nós Outra Vez" e "Rei dos Reis": Dayse Azevedo e Eyshila
- Capa e encarte: Sérgio Lopes
- Fotografia: Sérgio Roberto
- Arte e fotolito: Delin